# Parti progressiste du Vermont
Le Parti progressiste du Vermont (en anglais : Vermont Progressive Party) est un parti politique américain de l'État du Vermont, représenté au sein de l'Assemblée législative de cet État depuis les années 1980 (5 députés sur 150 - plus un sénateur - aux élections de 2008, 6 à celles de 2006 et de 2004, 4 à celles de 2002). 
Ses candidats participèrent d'abord aux élections sous la dénomination de Progressive Alliance, dans la foulée de l'élection et des réélections de Bernie Sanders au poste de maire de Burlington (1981-1990), puis, depuis 1990, de membre de la Chambre des représentants (fédérale) où il est longtemps resté le seul indépendant, tout en étant affilié aux Socialistes démocrates d'Amérique. 
Bernie Sanders, qui n'a jamais été formellement affilié au Parti progressiste, a exprimé son intention de se présenter au sénat fédéral en 2006 et a obtenu l'assurance de plusieurs dirigeants du Parti démocrate de ne pas avoir de concurrent de ce parti face à lui. Certains démocrates espéraient qu'en échange il ferait pression sur ses amis du Progressive Party pour que celui-ci ne présente pas de candidats à certains postes pour ces élections afin de ne pas prendre de voix aux candidats démocrates. Le Progressive Party a annoncé qu'il refusait ce marché, mais en fin de compte le candidat annoncé au siège de député fédéral, David Zuckerman, s'est retiré début 2006, le démocrate Peter Welch a remporté cette élection et Bernie Sanders a été élu au Sénat. 
Le 7 mars 2006, Bob Kiss, député à la Chambre des représentants du Vermont depuis 2001, a remporté l'élection municipale à Burlington contre des candidats démocrate et républicain.
Le 4 novembre 2008, le VPP a perdu un siège à la chambre basse du Vermont, mais a fait pour la première fois son entrée au sénat de cet état avec l'élection d'un candidat également investi par le Parti démocrate, Tim Ashe, précédemment conseiller municipal.

## Autres Progressive Party aux États-Unis
Le Progressive Party est le plus important des tiers partis (Third parties) aux États-Unis et le Vermont est le seul État à compter une présence significative d'un tiers parti dans son assemblée législative. Il existe depuis 2003 un autre Progressive Party aux États-Unis (dans l’État de Washington) : le Parti progressiste de l'État de Washington qui se revendique l'héritier de partis homonymes, celui de Theodore Roosevelt (le Progressive Party fondé en 1912), comme une dissidence du Parti républicain, et celui d'Henry Wallace (le Progressive Party de 1948), candidat de gauche à l’élection présidentielle de 1948.

## Liste des présidents du VPP
- 1999-2001 : Heather Riemer
- 2001-2005 : Martha Abbott
- 2005-2007 : Marrisa S. Caldwell
- 2007-2009 : Anthony Pollina
- 2009-2013 : Martha Abbott
- 2013-2017 : Emma Mulvaney-Stanak
- depuis 2017 : Anthony Pollina

## Sources
1. ↑  https://www.lefigaro.fr/international/bernie-sanders-ce-socialiste-du-vermont-qui-veut-sauver-l-amerique-20200210
2. ↑  Ross Sneyd, Progressives say no deals on 2006 elections, Associated Press, 12 mai 2005
3. ↑  Nancy Remsen, « Subtle power shifts ahead in Legislature », Burlington Free Press, 6 novembre 2008